# Lacertaspis chriswildi
Lacertaspis chriswildi är en ödleart som beskrevs av  Böhme och SCHMITZ 1996. Lacertaspis chriswildi ingår i släktet Lacertaspis och familjen skinkar. Inga underarter finns listade i Catalogue of Life.